# ليوخارس

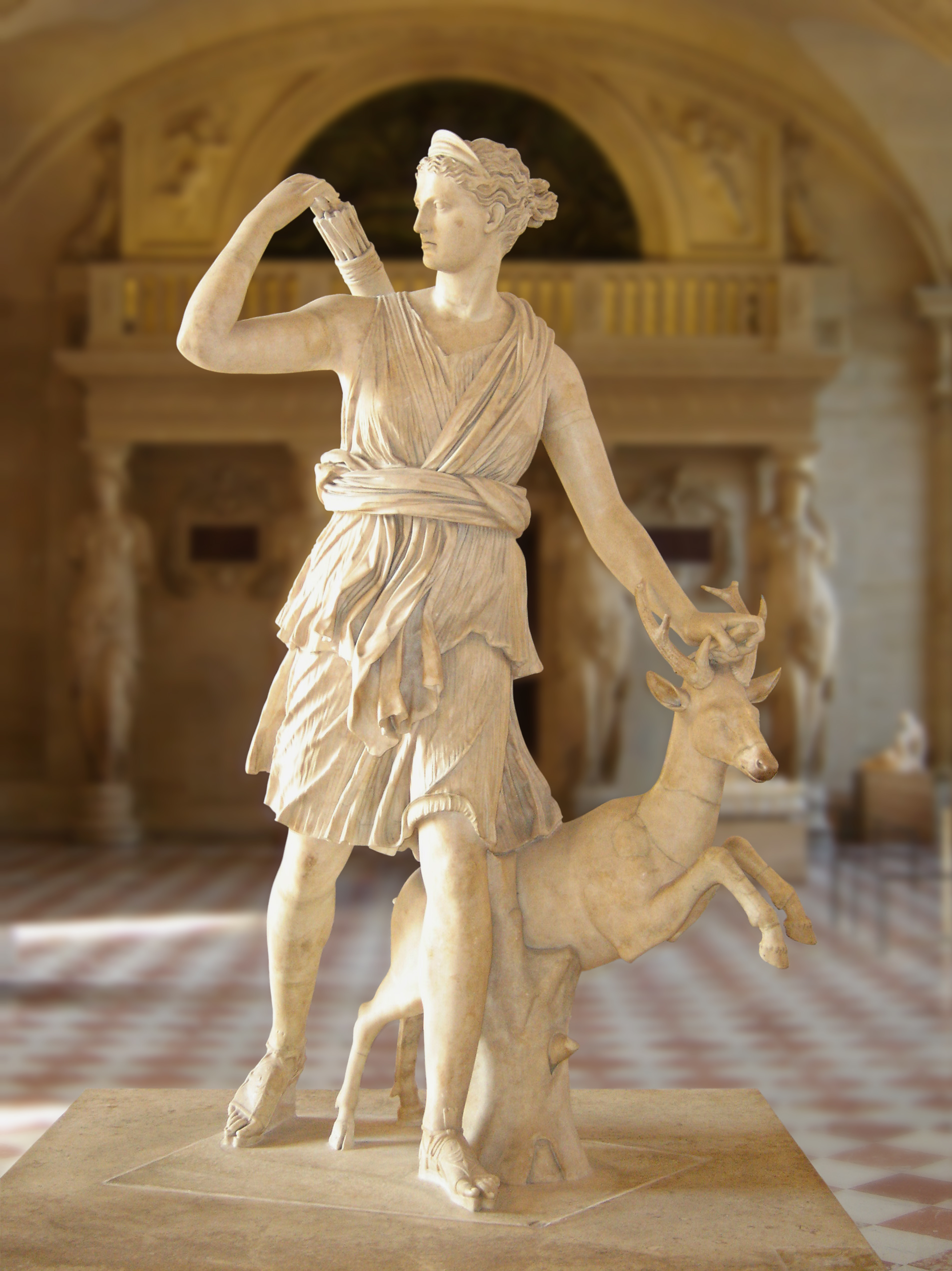
ديانا فرساي

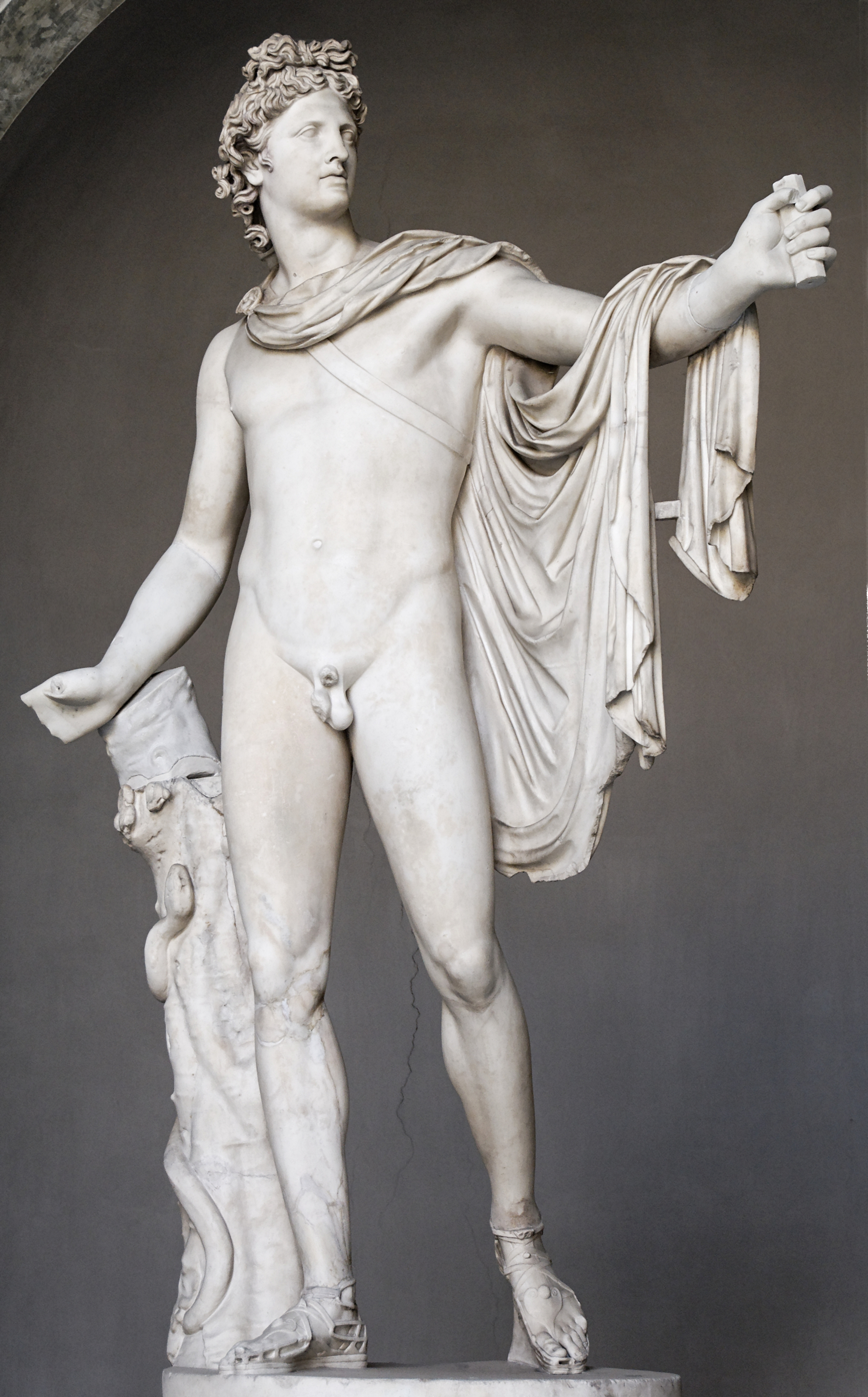
أبولو بلفدير

ليوخارس هو نحات إغريقي عمل مع سكوباس على ضريح موسولوس، وقام بنحت تماثيل لعائلة فيليب الثاني المقدوني بالذهب والعاج، ووضعت في الفيليبيوم عند جبل الأولمب، وقام أيضا مع ليسيبوس بصنع مجموعة من من تماثيل البرونز في دلفي تمثل عملية صيد أسد يقوم بها الإسكندر الأكبر، وكذلك ذكر المؤرخون تماثيل أخرى نحتها ليوخارس تمثل زيوس وأبولو وأريس. وهناك التمثال الصغير في الفاتيكان الذي يمثل غانيمادس يُحمل من قبل نسر، ورغم إعادة بنائه وضعف تنفيذه فإنه يتطابق مع وصف بليني عن مجموعة منحوتات ليوخارس ويمكن اعتبارها نسخة عن هذه المجموعة، خصوصا أن التمثال في الفاتيكان يظهر يظهر خصائص الفن الأتيكي في القرن الرابع قبل الميلاد. ويكتب بليني: «قام ليوخارس بمجموعة من المنحوتات عن نسر يعلم أن من يحمله هو غانيميد وإلى من يحمله، حيث يحمل الفتى بين مخالبه وبينها ثوبه». وكان قد استعمل جذع الشجرة كدعامة بمهارة. التشابه القريب في الرأس والوضعية بين غانيميد وتمثال أبولو بلفدير المشهور جعل بعض علماء الآثار الحديثين ينسبون الأخير أيضا إلى ليوخارس، ويمكن أن ننسب بشيء من الثقة تمثال الإسكندر الأكبر في ميونيخ كنسخة عن العمل الأصلي من الذهب والعاج في الأولمب.